# Neven Ušumović
Neven Ušumović (Zagreb, 1972.) hrvatski je književnik iz Vojvodine. Po struci je profesor filozofije, diplomirani komparatist književnosti, hungarolog i diplomirani knjižničar. Prevoditelj je s mađarskog jezika.

## Životopis
Ušumović je odrastao u Subotici, a studije je završio na Sveučilištu u Zagrebu.  
Bavi se suvremenom esejistikom i piše kratku prozu.
S mađarskog je preveo djela Ádáma Bodora, Pétera Esterhazya, Béle Hamvasa i Ferenca Molnára.
Surađivao je i s časopisom Hrvatska riječ iz Subotice.
Potpisnik je Deklaracije o zajedničkom jeziku, u kojoj se tvrdi da se u Hrvatskoj, Bosni i Hercegovini, Srbiji i Crnoj Gori govore nacionalne standardne varijante zajedničkog policentričnog standardnog jezika.

## Nagrade
- 2020.: Nagrada Janko Polić Kamov, za knjigu Zlatna opeklina.

## Izvod iz bibliografije
- 7 mladih, 1997.
- Ekskurzija: roman kratkog daha, 2001.
- Cassirer, mit kao bitan segment kulture, esej
- Iz Benjaminove riznice, esej
- Ukidajuća konstrukcija povijesti, esej
- Zaratustrin bič, esej
- Jezik kao minsko polje, esej
- Makovo zrno, pripovijetke, 2009.
- Rajske ptice, pripovijetke, 2012.
- Zlatna opeklina, 2019.

Zajedno sa Stjepanom Lukačem i Jolán Mann priredio antologiju suvremene mađarske kratke priče Zastrašivanje strašila.

## Vanjske poveznice
- Dalkey Archive Press[neaktivna poveznica] Interview
- Plastelin - Online magazin Dnevnik: Neven Ušumović
- Čemu  Arhivirana inačica izvorne stranice od 13. siječnja 2008. (Wayback Machine) Časopis studenata filozofije, arhiva
- Zarez[neaktivna poveznica] Jezik kao minsko polje
- Hrvatska riječ  Arhivirana inačica izvorne stranice od 2. kolovoza 2012. (Wayback Machine) Roman u književnosti vojvođanskih Hrvata, 13. veljače 2009.